# Magnus Norman
Leif Magnus Norman, född 30 maj 1976 i Filipstad, Värmlands län, är en svensk högerhänt tidigare professionell tennisspelare.

## Tenniskarriären
Norman var en av Sveriges bästa spelare omkring år 2000. Han har vunnit tolv ATP-titlar i sin karriär och var även i final i Franska öppna 2000, där han dock förlorade mot Gustavo Kuerten. Denne vann med siffrorna 6–2, 6–3, 2–6, 7–6. Samme spelare hade han månaden innan besegrat i Italienska öppna i Rom med 6–3, 4–6, 6–4, 6–4. 
1998 var han med och förde Sverige till seger i Davis Cup mot Italien.

## Spelaren och personen
Magnus Normans favoritunderlag var grus. Efter ständiga skadeproblem tvingades han sluta med tennisen i slutet av 2003.
2001 tilldelades han Fair Play-priset av Riksidrottsförbundet (RF) med motiveringen:
| ” | Magnus Norman tilldelas priset för att han i fjärde omgången av Australian Open korrigerade ett domslut och gav motståndaren matchbollen och därmed segern. Med denna handling framstår Magnus Norman som en fin representant för rent spel och ett föredöme inom svensk idrott. | „ |

1999 blev Norman utsedd till Filipstads ambassadör.
Norman var tränare för Thomas Johansson under åren 2006–2009. 2008–2010 tränade han Robin Söderling. Norman var även tränare för Simon Aspelin och Thomas Johansson i dubbel under OS i Peking. Från april 2013 till och med september 2020 fungerade han som tränare för Stanislas Wawrinka.
Magnus Norman driver i dag Good to Great Tennis Academy tillsammans med Mikael Tillström och Nicklas Kulti. Han spelar bandy i Enebybergs IF.

## Grand Slam-finaler, singel (1)

### Finalförluster (1)
| År   | Mästerskap    | Finalmotståndare | Setsiffror            |
| 2000 | Franska öppna | Gustavo Kuerten  | 6-2, 6-3, 2-6, 7-6(6) |

## ATP-titlar
- Singel
  - 1997 - Båstad
  - 1998 - Amsterdam
  - 1999 - Long Beach, Orlando, Shanghai, Stuttgart, Umag
  - 2000 - Auckland, Båstad, Long Beach, Rom, Shanghai